# Попівська сільська рада (Зіньківський район)
Попівська сільська рада — колишній орган місцевого самоврядування у Зінківському районі Полтавської області з центром у селі Попівка.

## Населені пункти
Сільраді були підпорядковані населені пункти:
- c. Попівка
- с. Бухалівка
- с. Вінтенці
- с. Деряги
- с. Заїченці
- с. Кирякове
- с. Устименки